# La Ruota (rivista)

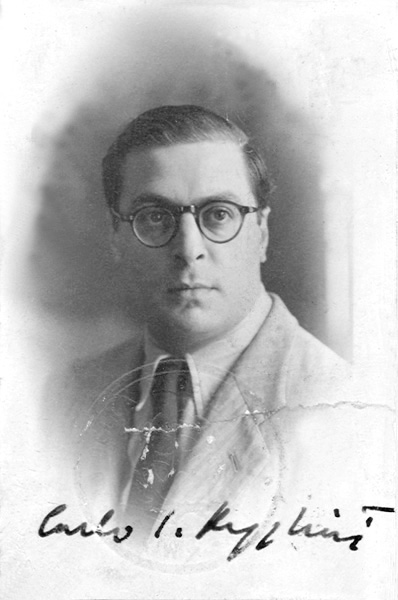
Il critico e storico dell'arte Carlo Ludovico Ragghianti

La Ruota è stata una rivista letteraria fondata Roma nel 1937, diretta dall'intellettuale fascista Mario Alberto Meschini, che cessò le pubblicazioni nel 1943. La rivista, nata contemporaneamente - il primo numero è del gennaio 1937 - alla fiorentina Letteratura di Bonsanti, sorse nel clima di collaborazione tra fascismo e cultura che aveva il suo ispiratore in Giuseppe Bottai, esponente di primo piano del regime, ministro delle corporazioni e dell'educazione nazionale.

## Storia

### Prima serie (1937)
Un comitato composto da quattro giovani giornalisti L. Bianconi, F. Brunelli, G. Isani e L. Saporito, affiancava il direttore Meschini. Tra i collaboratori più noti della prima serie si possono citare Carlo Cassola, Carlo Ludovico Ragghianti e Giuseppe Dessì.
I numeri pubblicati nel primo anno di diffusione, a cadenza mensile, erano corredati da tavole fuori testo di artisti, tra i quali alcuni esponenti della scuola di via Cavour (definita anche scuola romana) come Mafai, Scipione, Cagli e Afro. Il periodico, specie nell'anno di esordio, aderiva totalmente alla ideologia fascista. Sin dal primo numero (gennaio 1937) si citava un pensiero di Mussolini: «La letteratura e la vita sono inseparabili nel pensiero delle classi intelligenti italiane» e La Ruota aggiungeva «Noi partiamo da questo postulato». Si esaltava la persona del duce: «Quell’uomo dal volto penetrante [...] solitario Atlante della vita italiana». 

### Seconda serie (1938)
Nel secondo anno di pubblicazione, 1938, furono eliminate le tavole fuori testo e aumentate le pagine, la periodicità divenne bimestrale e la linea politica, nonostante l'ingresso di nuovi collaboratori, rimase immutata: un articolo celebrava la fondazione dell'Impero «verso cui Mussolini convogliò per quattordici anni le energia e le ansie del popolo italiano». La rivista - con la pubblicazione di tre successivi fascicoli di carattere monografico (dedicati rispettivamente al Giappone, al mondo arabo e alla Jugoslavia - fu sospesa con il terzo numero di maggio-agosto.

### Terza serie (1940-43)

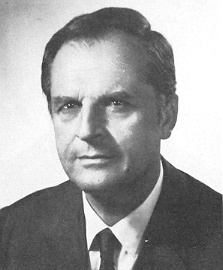
Antonello Trombadori, membro del comitato di redazione nel 1940

Le pubblicazioni ripresero nell'aprile del 1940, sempre con Meschini direttore ma con una diversa composizione del comitato di redazione: M. Alicata, Giuliano Briganti, Guglielmo Petroni, Antonello Trombadori, Carlo Muscetta. Elementi certo di maggiore spessore culturale dei precedenti e, tra i quali, Alicata e Trombadori destinati a divenire dirigenti e intellettuali di rilievo nel Partito Comunista del dopoguerra. L'avvicendamento testimoniava un cambiamento nell'ispirazione politica del periodico con un'apertura alla critica marxista sull'impostazione crociana e desanctisiana.
Alla nuova serie della rivista, collaborarono, oltre ai redattori citati, anche Antonio Baldini, Eugenio Montale, Mario Soldati, Mario Praz, Bonaventura Tecchi, Alfonso Gatto, Manara Valgimigli. Negli anni successivi, fino alla cessazione delle pubblicazioni nel 1943, si aggiunsero Franco Fortini, Concetto Marchesi, Giaime Pintor, Leonardo Sinisgalli e Mario Luzi.
Il direttore Meschini dopo l'arresto di Mussolini il 25 luglio 1943 e la conseguente caduta del regime, abbandonò il suo incarico ed entrò in clandestinità. L'anno successivo, dopo la liberazione di Roma del 4 giugno ad opera delle truppe angloamericane, iniziò l'attività editoriale con la Casa Editrice Astrolabio.